# Alberto Hamin
Alberto Hamin  (México, D. F., 27 de febrero de 1932 — México, D. F., 26 de septiembre de 2005), fue un cantante de ópera mexicano, principalmente un tenor dramático.

## Breve Nota Biográfica
Ingresó en el Instituto Nacional de Bellas Artes en el año de 1956, fecha en que hizo su debut a los 24 años en la ópera Butterfly en el personaje de Yamadori. A partir de 1956, y durante 30 años, formó parte de la Compañía Nacional de Ópera del INBA donde cantó en casi todas las temporadas nacionales e internacionales de ópera presentadas en el Palacio de Bellas Artes y en el interior de la República. En su larga carrera en la ópera alternó con los grandes como Cesare Siepi, Warren, Giuseppe di Stefano, Alfredo Kraus, Voketaitis, Luciano Pavarotti, Norman Treigle, Plácido Domingo, etc. La calidad histriónica y vocal de Hamín, emanada de su talento y pasión por la ópera, le valieron múltiples reconocimientos de cantantes como los mencionados y otros, así como una medalla otorgada por el Club de la Opera al mejor comprimario de la Temporada Internacional en el año 1974. Cantó en Nueva York, Chicago, Guatemala, Perú, etc.
Podía cantar indistintamente roles de tenor y de barítono, gracias a que poseía una tesitura muy amplia. Era un actor innato, gozaba imprimiendo a cada personaje su sello personal, haciendo de algunos de ellos verdaderas creaciones: Figaro (Il barbiere di Siviglia), La Bruja (Hänsel und Gretel), Le Roi Midas (La Belle Galaté), Spalanzani (Les contes d’Hofmann), Le Mari (Les mamelles de Tiresias). Pero también se le escuchó como Alfredo (La traviata), Yontek (Halka), Ernesto (Don Pasquale), Dancairo (Carmen), Jorge (Marina), Malcolm (Macbeth), Scarpia (Tosca), etc. y definitivamente como Maestro de Escena en Madama Butterfly, Carmen y La Belle Galaté en las cuales su participación fue muy afortunada y exitosa.
En 1973 editó los 6 tomos de su Método Moderno de Guitarra y también los 6 tomos de su Álbum Internacional de canciones armonizadas ya que él mismo era maestro de este instrumento en su propia academia. Es interesante el hecho de que Hamín se acompañaba con la guitarra sus partes asignadas en las óperas.

## Reconocimientos
- En 1969 se le premia con La Medalla de Plata otorgada por El Club de la Opera, como el mejor comprimario de la temporada Internacional de Opera.

## Menciones en Libros de Opera
- Libro: Dos Siglos de Opera en México Tomo II, por José Octavio Sosa y Mónica Escobedo, SEP. Pags. 120 y 318.
- Libro: 50 años de Opera en México, por Carlos Díaz Du-pond, UNAM. Pags. 266, 270, 275, 280, 282, 286, 287, 292, 293, 296, 297, y 299.
- Libro: Opera en Bellas Artes, por José Octavio Sosa, CONACULTA, INBA. Pag. 77.
- Libro: Algo de la Opera, por S.J. Avais Milke, Ediciones Selectas. Pag. 1239

## Grabaciones
Videos, críticas de prensa, fotografías de este artista, etc. consultar: 
- Videos de Alberto Hamín en Palacio de Bellas Artes, INBA

- Datos: Q5663124